# Episodi di Avventure ad High River (prima stagione)
La prima stagione della serie televisiva Avventure ad High River è stata trasmessa in anteprima negli Stati Uniti d'America dalla Nickelodeon tra l'11 marzo 2000 e il 3 settembre 2000.
| nº | Titolo originale            | Titolo italiano | Prima TV USA     | Prima TV Italia |
| -- | --------------------------- | --------------- | ---------------- | --------------- |
| 1  | Stray (Part 1)              |                 | 11 marzo 2000    |                 |
| 2  | Stray (Part 2)              |                 | 11 marzo 2000    |                 |
| 3  | Stray (Part 3)              |                 | 11 marzo 2000    |                 |
| 4  | Boundaries                  |                 | 12 marzo 2000    |                 |
| 5  | Fear and Falling in Montana |                 | 19 marzo 2000    |                 |
| 6  | Making Allowances           |                 | 26 marzo 2000    |                 |
| 7  | Solar Mates                 |                 | 2 aprile 2000    |                 |
| 8  | Bear with Me                |                 | 9 aprile 2000    |                 |
| 9  | Horror Show                 |                 | 15 aprile 2000   |                 |
| 10 | Take Your Best Shot         |                 | 16 aprile 2000   |                 |
| 11 | Caitlin's First Dance       |                 | 23 aprile 2000   |                 |
| 12 | Testing                     |                 | 30 aprile 2000   |                 |
| 13 | Deputy for a Day            |                 | 7 maggio 2000    |                 |
| 14 | Along for the Ride          |                 | 14 maggio 2000   |                 |
| 15 | Puppy Love                  |                 | 21 maggio 2000   |                 |
| 16 | Caitlin's Trust             |                 | 23 luglio 2000   |                 |
| 17 | The Candidate               |                 | 30 luglio 2000   |                 |
| 18 | Ties That Bind              |                 | 6 agosto 2000    |                 |
| 19 | Playing Caitlin             |                 | 13 agosto 2000   |                 |
| 20 | Truth or Dare               |                 | 20 agosto 2000   |                 |
| 21 | True Grits                  |                 | 27 agosto 2000   |                 |
| 22 | Under Western Skies         |                 | 3 settembre 2000 |                 |